# Leonard Zarębski
Leonard Zarębski ps. „Skowronek“ (ur. 11 lipca 1897 w Kłodawie, zm. 8 maja 1966 tamże) – polski rolnik i wojskowy.

## Życiorys
Syn Walentego i Wiktorii. Wiosną 1917 roku wstąpił do Polskiej Organizacji Wojskowej, a w 1918 zgłosił się do służby w Wojsku Polskim. Został przydzielony do 1. kompanii 2 Pułku Piechoty Legionów, w lutym 1919 roku ukończył 6-tygodniowy kurs telefoniczny i został przydzielony do służby w plutonie telefonicznym. Brał czynny udział w wojnie polsko-bolszewickiej. 4 maja 1919 roku awansowany do stopnia starszego legionisty, a 9 października tego samego roku został mianowany kapralem. Został zdemobilizowany 13 sierpnia 1921 roku.
Mieszkał przy ul. Poznańskiej w Kłodawie, gdzie wraz z żoną Kazimierą prowadził gospodarstwo rolne. Miał troje dzieci.

## Odznaczenia
- Krzyż Niepodległości[1]
- Medal Niepodległości[1]
- Medal Pamiątkowy za Wojnę 1918–1921[1]
- Odznaka pamiątkowa Polskiej Organizacji Wojskowej[1]